# Aermacchi MB-339

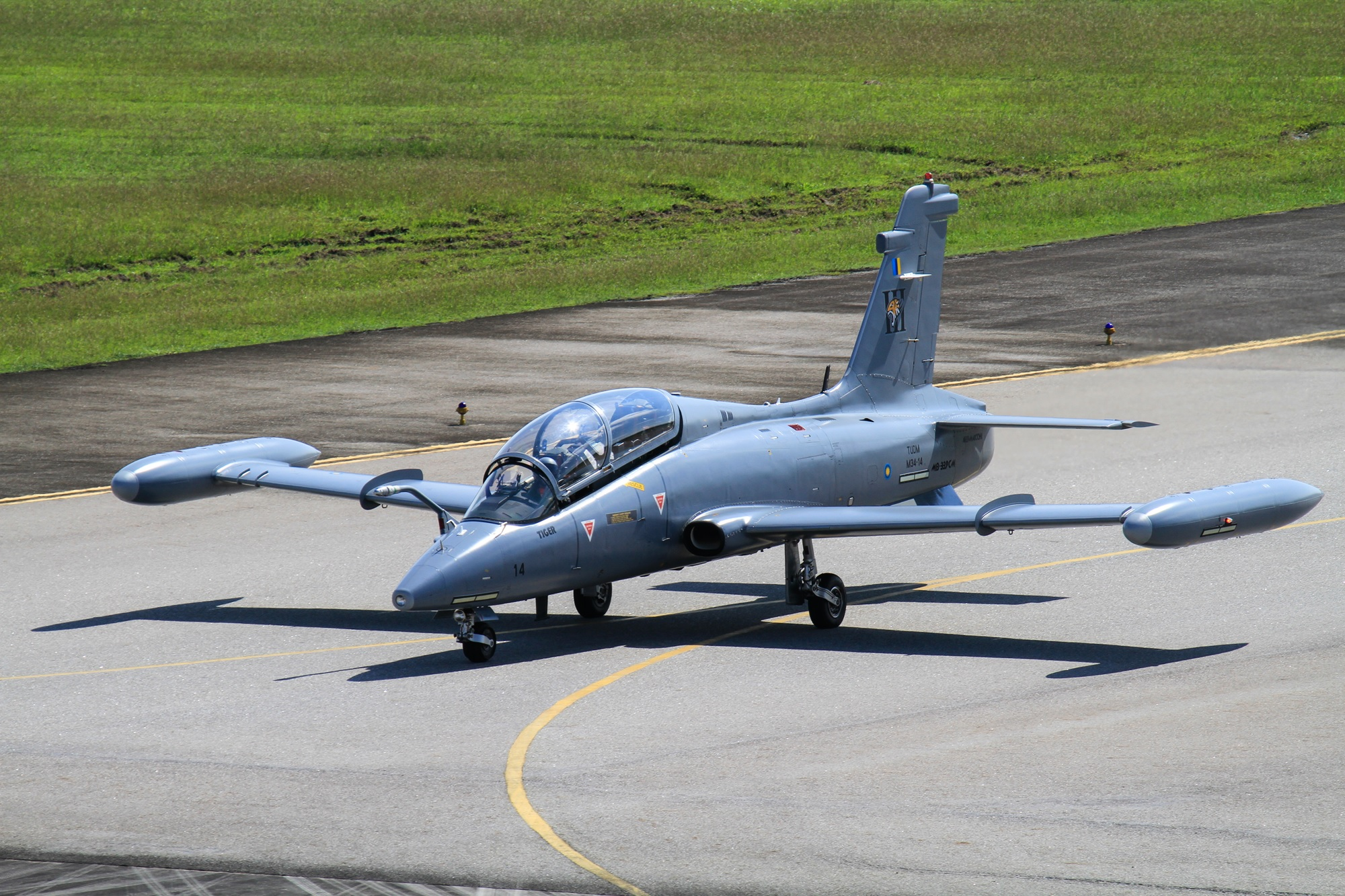
Un MB 339 delle forze aeree della Malesia

L'Aermacchi MB-339 è un aviogetto monomotore biposto da addestramento avanzato e da appoggio tattico leggero prodotto dall'azienda italiana Aermacchi (dal 2012 come Alenia Aermacchi) dagli anni settanta e in dotazione principalmente all'Aeronautica Militare, che lo utilizza come addestratore di base di aviogetti al 61º Stormo e al 313º Gruppo Addestramento Acrobatico.
Nella sua versione MB-339PAN dal 1982 è il velivolo in uso alla pattuglia acrobatica nazionale Frecce Tricolori, ed è l'unico aereo con motore a reazione in grado di eseguire un Lomcovák. La versione MB-339A, convertita in MB-339NAT, dal 2010 viene impiegata dalla pattuglia acrobatica degli Emirati Arabi Uniti Al Fursan (The Knights).
L'MB-339K è la versione monoposto del velivolo, ed è ottimizzato per l'attacco al suolo e l'addestramento operativo; esso incorpora le seguenti caratteristiche:
- cockpit di tipo a singolo seggiolino;
- cannoni incorporati nella struttura (nello specifico due DEFA 552 da 30 mm con serbatoi da 120 colpi);
- sei piloni subalari per ospitare carichi offensivi o serbatoi ausiliari fino a 2000 kg.

## Storia del progetto
Progettato dall'ingegner Ermanno Bazzocchi e costruito dalla Aermacchi di Varese (M=Macchi, B=Bazzocchi), la sua cellula deriva direttamente da quella di un altro famoso aereo da addestramento italiano, l'MB-326. La parte anteriore è stata completamente ridisegnata per permettere lo scalamento in altezza dei due posti di pilotaggio, e garantire migliore visibilità (soprattutto in atterraggio) all'istruttore, seduto sul sedile posteriore. I primi dei 101 esemplari sono entrati in servizio nel 1979.
L'aereo partecipò, come coproduzione con la Lockheed, al concorso statunitense JPATS (Joint Primary Aircraft Training System) per un addestratore avanzato, bandito nel 1990, ma il concorso fu vinto nel 1995 da un aereo ad elica: il Raytheon/Pilatus Aircraft derivato dal PC-9 Mk 2  entrato poi in servizio come Raytheon T-6 Texan II.  Il bando non specificava se l'addestratore dovesse essere necessariamente spinto da un motore a reazione.

### La versione K

L'unico prototipo del MB-339K Veltro 2 nel 1981.

La versione K da attacco al suolo e supporto aereo ravvicinato, è progettata per fornire un aviogetto moderno ma 'semplice', economico e affidabile; le ampie palette a geometria fissa del compressore permettono una notevole tolleranza al danno da risucchio di oggetti esterni (FOD - Foreign Object Damage); il motore richiede in generale una ridotta manutenzione; la struttura è progettata per sopportare l'elevata fatica derivante dagli attacchi a bassa quota, con una vita operativa prevista di oltre 5000 ore di volo.
In generale gli alettoni sono servocontrollati idraulicamente con inversione manuale, mentre gli elevoni ed il timone sono operati manualmente. L'armonia nella forza di controllo per il rollio ed il beccheggio viene mantenuta dalla velocità di decollo fino al limite estremo dell'inviluppo della velocità operativa. La velocità di avvicinamento e di atterraggio è estremamente bassa, dell'ordine dei 100 nodi, e la capacità di decollo corto (STOL) è di circa 1500 piedi (500 metri). Il velivolo ha una quota di tangenza di 46 000 piedi (15 000 m) e un raggio di trasferimento di 1300 nm (2 400 km).
Per quanto riguarda i profili di missione, nella configurazione per la ricognizione visuale armata, con i soli serbatoi alari (oltre a quelli interni), con i cannoni interni, ed un peso di 5050 kg, il raggio d'azione è di 630 km in profilo HI-LO-HI (avvicinamento ad alta quota, attacco a bassa quota, ritorno ad alta quota), dei quali gli ultimi 30 km a bassa quota con 5 minuti di attacco o sorvolo dell'obiettivo; con profilo LO-LO-LO il raggio d'azione scende a 380 km.
Per la missione Close Air Support (supporto aereo ravvicinato) con carico utile di due cannoni interni da 30 mm e 120 colpi ognuno, più 4 bombe MK-82 da 500 libbre (227 kg), per un carico militare di 1084 kg, ed un peso al decollo di 6110 kg, ha un raggio di azione con profilo HI-LO-HI di 445 km dei quali gli ultimi 30 a bassa quota, e può effettuare 5 minuti di attacco; con profilo LO-LO-LO ha invece un'autonomia di 325 km. In alternativa, con 6 bombe MK-82 ha un raggio di azione di 240 km, con 1556 kg di carico militare.
Nel ruolo antielicottero, con trasferimento a 5000 piedi e 350 nodi, con pod aggiuntivi dotati di cannoni calibro 30 mm con 120 colpi, oltre ai cannoni interni, ha un raggio di azione di 185 km,  una Combat Air Patrol di 30 minuti a 250 piedi, e 10 minuti di attacco.
Nell'ulteriore ruolo di ricognizione fotografica con il profilo HI-LO-HI ha un'autonomia di 750 km con 5 minuti di fotoricognizione a 200 piedi (70 m circa), e il 95% della potenza del motore; mentre con il profilo LO-LO-LO ha 415 km di raggio di azione con lo stesso schema di ricognizione. La configurazione prevista è di un pod fotografico con quattro fotocamere Vinten 360, i due cannoni interni, due serbatoi subalari da 325 lt., e due missili Matra R550 Magic aria-aria, per una massa totale al decollo di 5900 kg.
I serbatoi di combustibile sono rispettivamente nella fusoliera, il principale da 781 lt. e l'ausiliario da 250 lt., e nelle ali, i due alle estremità da 500 lt. l'uno, e i due sganciabili da 330 lt. posizionabili sotto i piloni 2 e 5. I serbatoi interni sono in gomma. Il combustibile viene spinto per gravità nel serbatoio centrale in fusoliera dal serbatoio ausiliario, mentre dai serbatoi alari la spinta aviene tramite aria in pressione. Il rifornimento dei serbatoi interni e di quelli all'estremità delle ali, può essere fatto tramite il punto centralizzato, o manualmente attraverso delle bocchette. Il rifornimento ai serbatoi alari dei piloni può essere solo manuale. In volo la quantità di combustibile contenuta nei serbatoi è indicata al pilota con un unico strumento.
Il carrello è irrobustito per operare in sicurezza fino a velocità di atterraggio di 175 nodi, e dotato di pneumatici a bassa pressione per operare anche da piste semipreparate. Il carrello è anche dotato di circuito di emergenza che ne permette l'estensione anche in caso di guasto del circuito principale. Il ritiro del carrello a terra è impedito da un blocco di sicurezza, con un microinterruttore posto nella gamba del carrello. Il raggio di sterzata minimo a terra è di 8,45 m.
L'espulsione del pilota viene assicurata da un sedile eiettabile di tipo Martin Baker MK IT-10LK, completamente automatico, con l'eiezione assistita da un razzo; il sedile in fase di espulsione sfonda il tettuccio, spesso 8 mm, tramite due ali poste sulla parte superiore del sedile. La separazione tra il pilota e il seggiolino e l'apertura del paracadute sono automatici. Come nelle altre versioni, l'accesso all'abitacolo è garantito da gradini retraibili posti sul lato sinistro, poiché il tettuccio è incernierato sul lato destro dell'aereo.
L'avionica è costituita da
- sistemi di comunicazione:

audio Rockwell-Collins Italiana ICS-200
- UHF Transceiver

UHF Rockwell-Collins AN/ARC-159(V) 2
- VHF AM/FM Transceiver

VHF Rockwell-Collins AN/ARC-186(V)
- IFF

FIAR/Bendix AN/APX-100(v) o equivalente
- Sistemi di navigazione

UHF Rockwell-Collins AN/ARN-118(V) 1

### Evoluzione

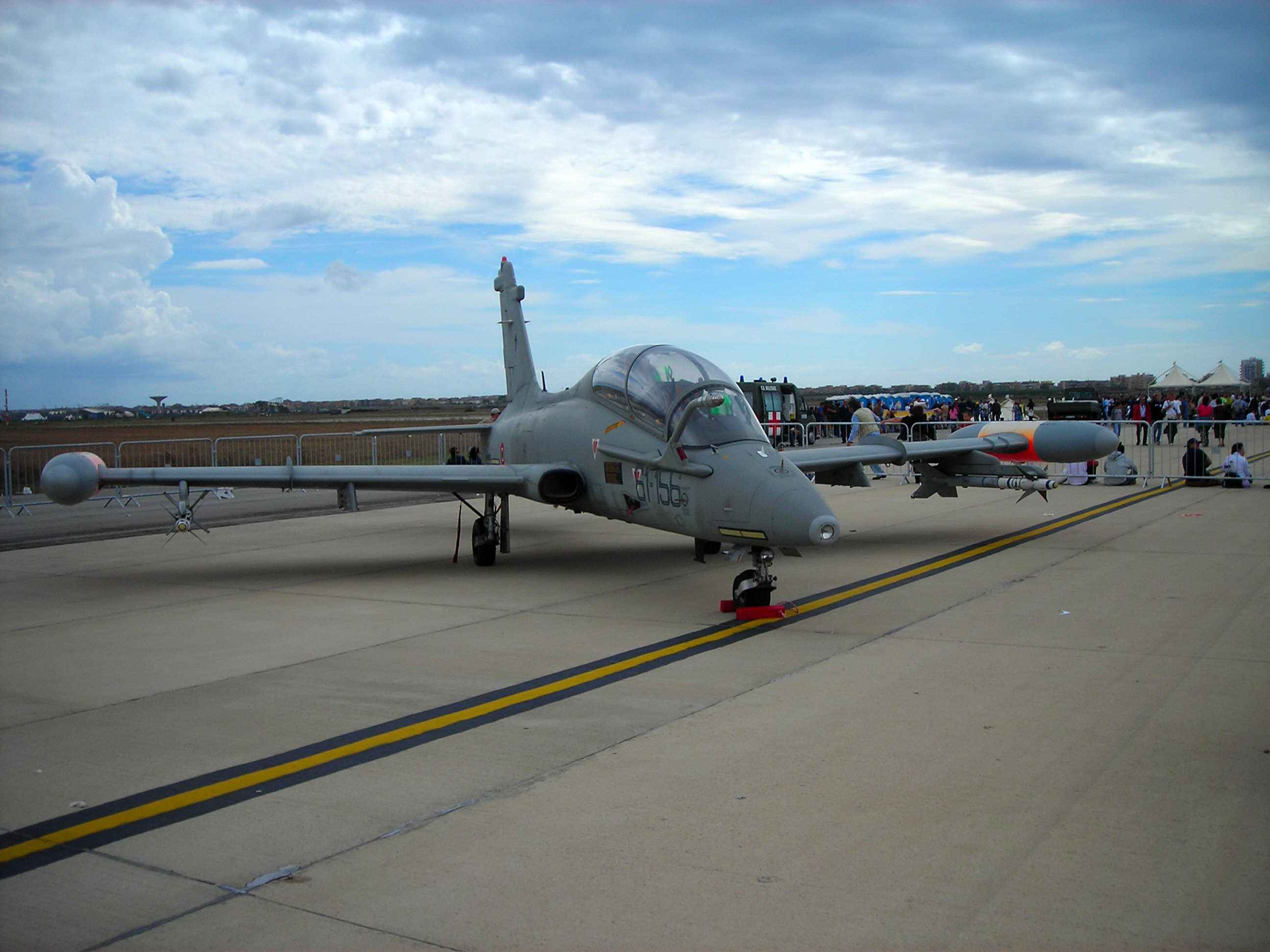
Un MB 339-CD nel 2006 all'Airshow di Aeroporto di Pratica di Mare

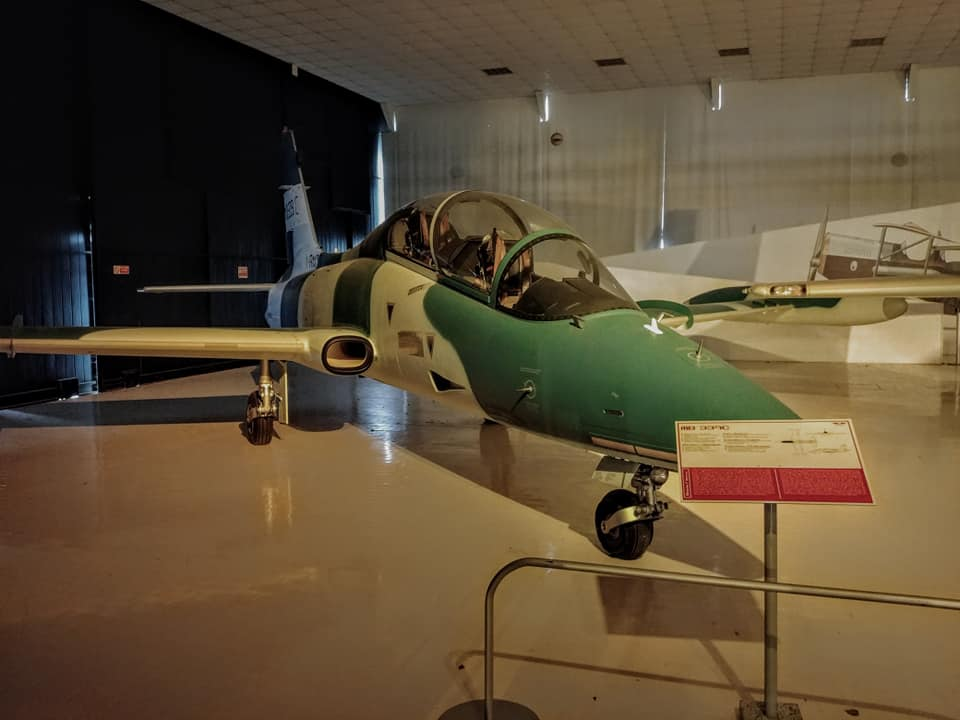
Prototipo di MB-339C esposto al Parco e Museo di Volandia.

L'ultima versione sviluppata è lo MB-339CD, dotato di un'avionica avanzata, di schermi polifunzionali a colori, e moderni sistemi di navigazione; il progetto è stato concepito per permettere ai piloti in addestramento di abituarsi subito al tipo di strumentazione che troveranno sui caccia di ultima generazione.
Un'ulteriore estensione della capacità operativa del velivolo è data dalla sonda per il rifornimento in volo presente in questa versione.
Il successo commerciale dell'MB-339 non è paragonabile a quello del suo predecessore, l'MB-326, anche a causa della concorrenza da parte di altri aerei da addestramento come l'Hawk, l'Alpha Jet e l'Aero L-39. È stato comunque scelto da Argentina, Dubai, Ghana, Malaysia, Nigeria, Perù e Nuova Zelanda. Nel 1980 fu sviluppata una versione monoposto d'attacco, lo MB-339K, che non fu accolto favorevolmente.
Grazie alla sua grande manovrabilità, l'MB-339 venne scelto, nel 1982, dalla pattuglia acrobatica italiana, le Frecce Tricolori, in sostituzione dei vecchi Aeritalia G-91.
Gli aerei consegnati alla Pattuglia Acrobatica Nazionale sono stati ridenominati MB-339A PAN e sono equipaggiati con impianti fumogeni (verdi, bianchi e rossi) per evidenziare le acrobazie aeree; inoltre sono state apportate migliorie per rendere i velivoli più adatti al compito. Analoghi esemplari, già acquistati a suo tempo dagli Emirati Arabi Uniti, sono stati appositamente modificati ed equipaggiati per operare nella pattuglia acrobatica dell'emirato.
Il 12 settembre 2024, Leonardo ed il governo italiano hanno presentato il M-346 come successore del 339A PAN, acquistando 15 esemplari destinati proprio alle Frecce Tricolori.

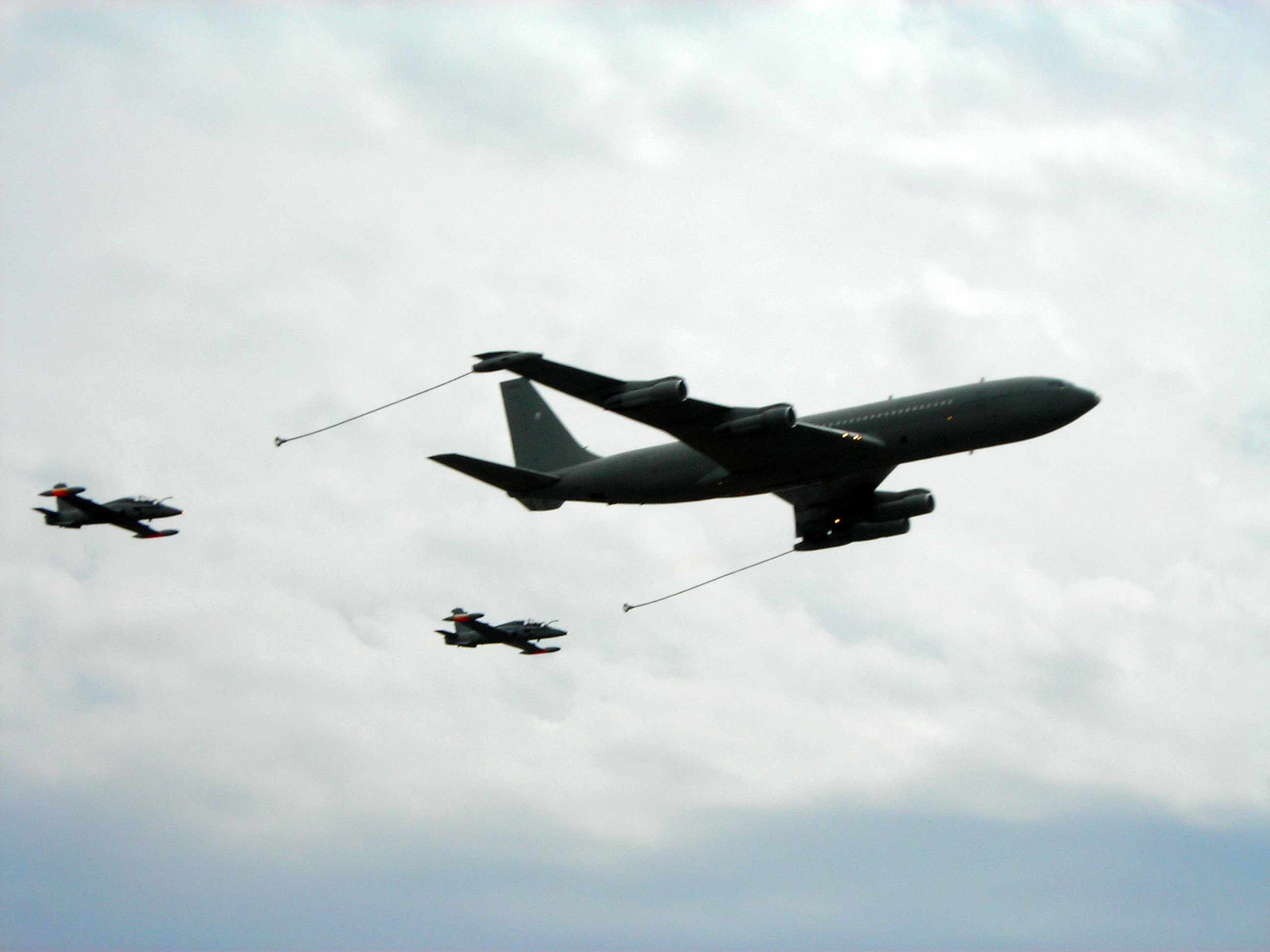
Due MB-339CD riforniti in volo da un Boeing 707 T/T nel 2006

### Impiego operativo
Il Comando de Aviación Naval, l'Aeronautica della Marina Argentina, è stata il primo cliente del predecessore dell'MB-339, acquistando nel 1969 8 esemplari di MB-326GB. I 10 esemplari del MB-339 acquistati nel 1979 erano gli unici velivoli a reazione operanti dall'aeroporto di Port Stanley durante la guerra delle Falklands (in spagnolo: Guerra de las Malvinas) del 1982.
Il 21 maggio durante un volo di ricognizione di routine, l'MB-339 pilotato dal tenente Guillermo Owen Crippa fu il primo velivolo ad attaccare le forze anfibie della Royal Navy colpendo la fregata HMS Argonaut. Durante il conflitto 5 velivoli furono catturati o distrutti dalle forze britanniche.
L'Aeronautica eritrea ha impiegato largamente i suoi MB-339 in ogni genere di ruolo, da quello di addestratore a quello di caccia-bombardiere, sia contro l'aeronautica Etiope, sia contro ribelli e gruppi di contrabbandieri.
Il 339 è stato ampiamente utilizzato anche come addestratore sia basico che avanzato. I modelli per l'addestramento basico dell'Aeronautica Militare italiana sono stati sostituiti dal M-345 HET mentre quelli per l'addestramento avanzato dall'M-346 Master

### Ritiro dal servizio in Italia
Il 12 giugno 2025, con la contemporanea entrata in servizio dei primi T-345A, con una cerimonia tenutasi sull'aeroporto di Galatina, sede del 61º Stormo, fu sancito il ritiro degli ultimi T-339A. Dopo il ritiro della versione A, gli unici aerei del tipo ancora operativi restano i T-339A-PAN delle Frecce Tricolori.

## Galleria d'immagini

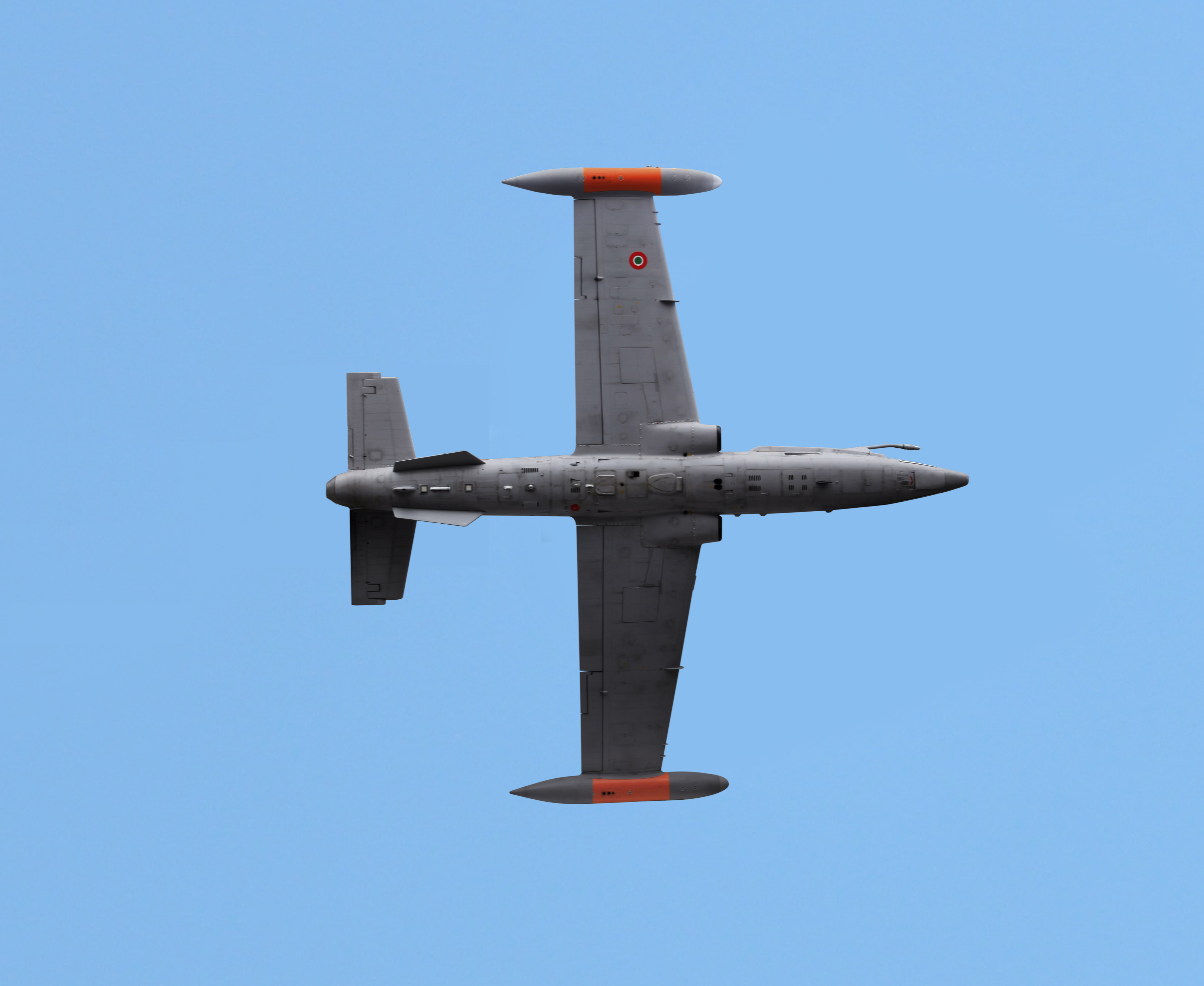
Vista ventrale di un MB-339CD
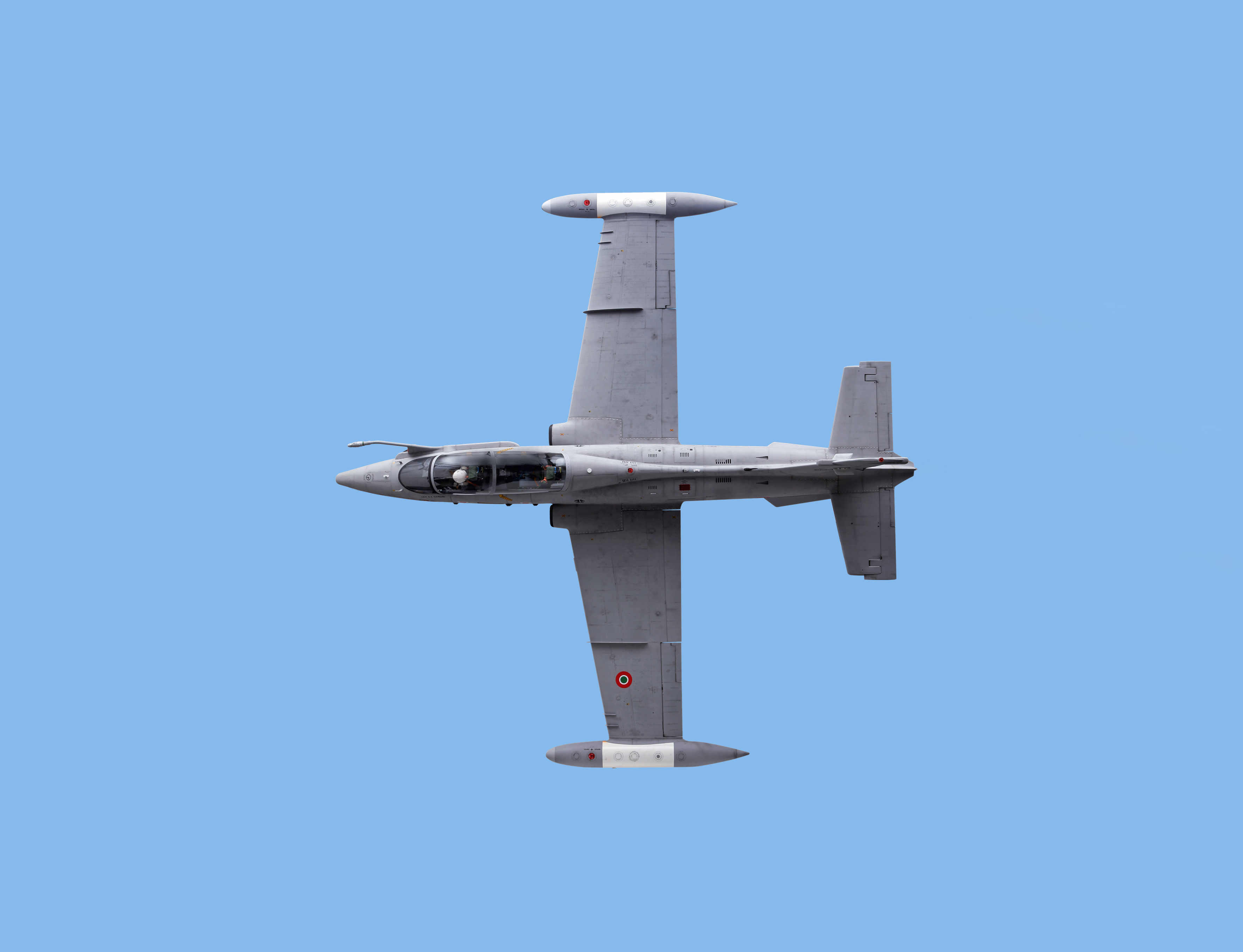
Vista dorsale di un MB-339CD
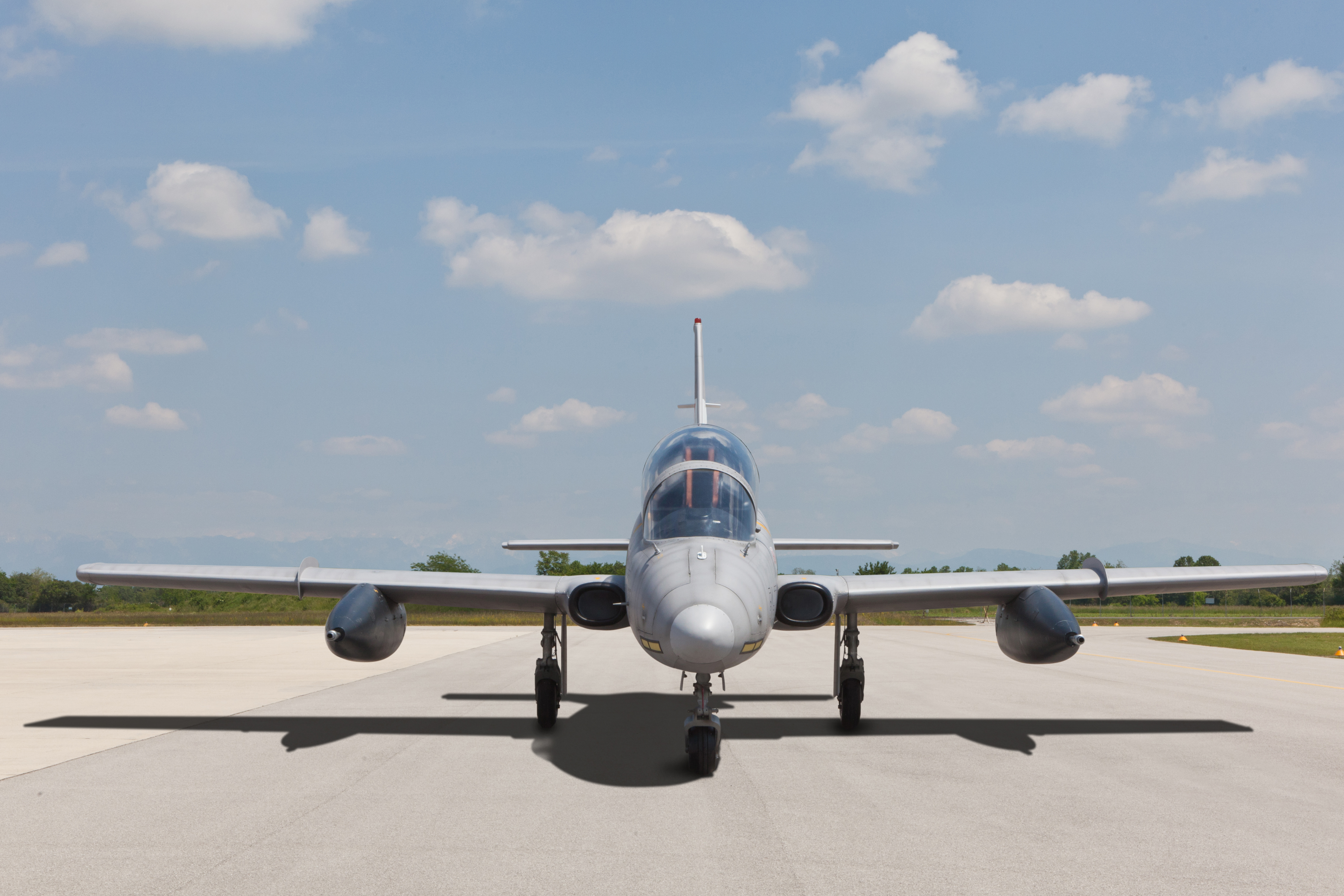
Fronte di un MB-339A (aeromodello in scala) dotato di mitragliatrici
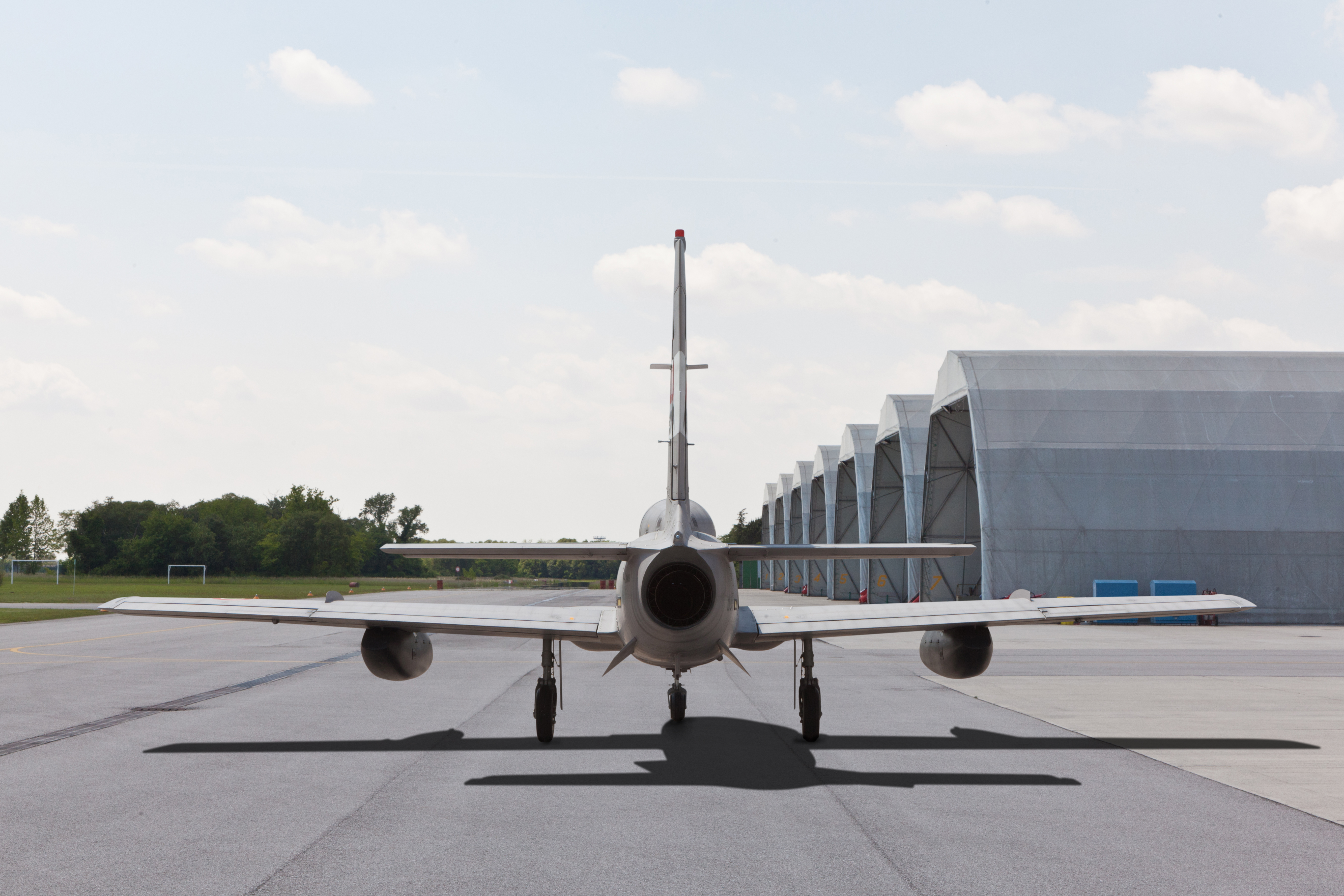
Posteriore di un MB-339A (aeromodello in scala) dotato di mitragliatrici
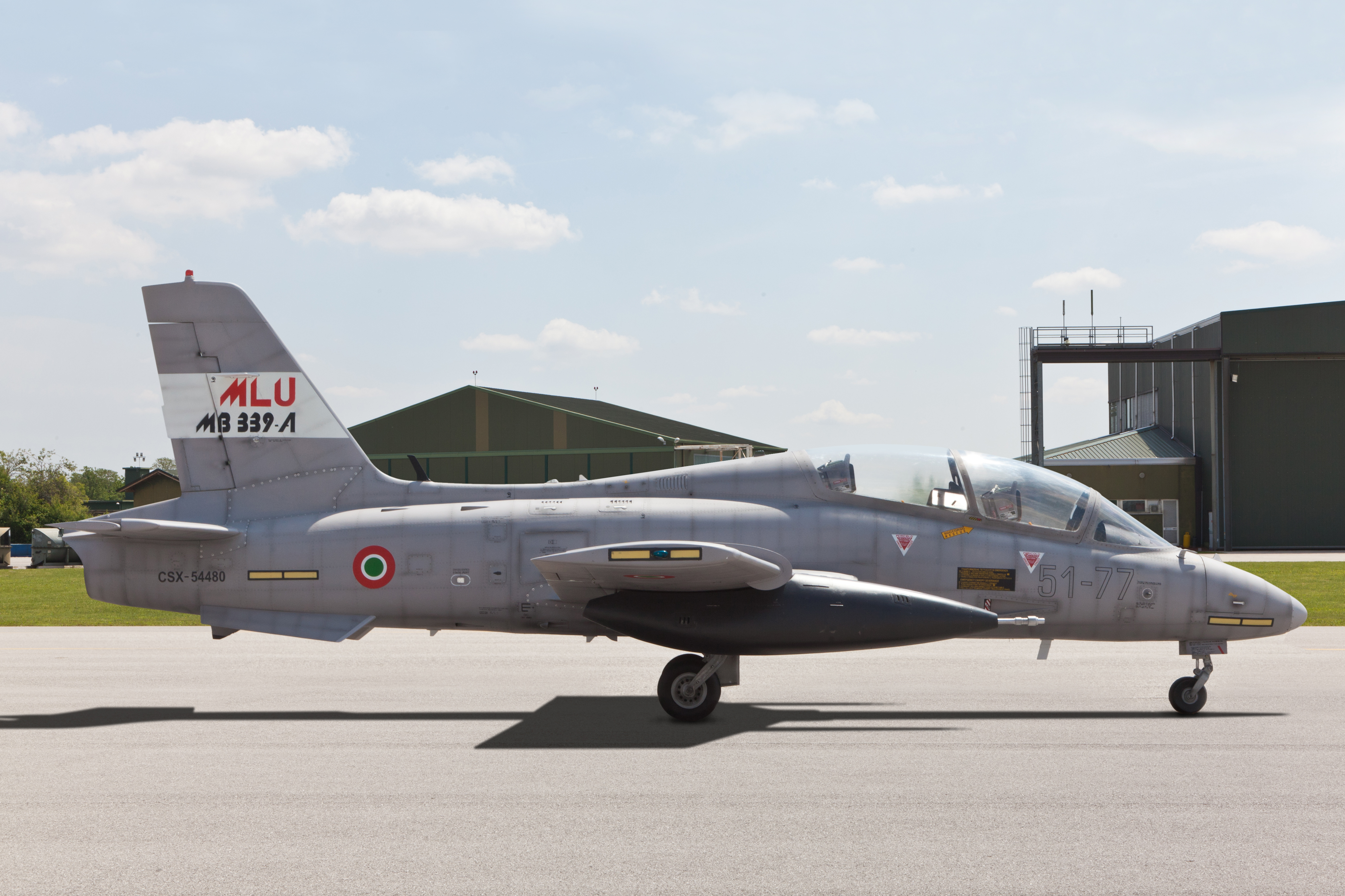
Laterale destra di un MB-339A (aeromodello in scala) con mitragliatrici su piloni alari
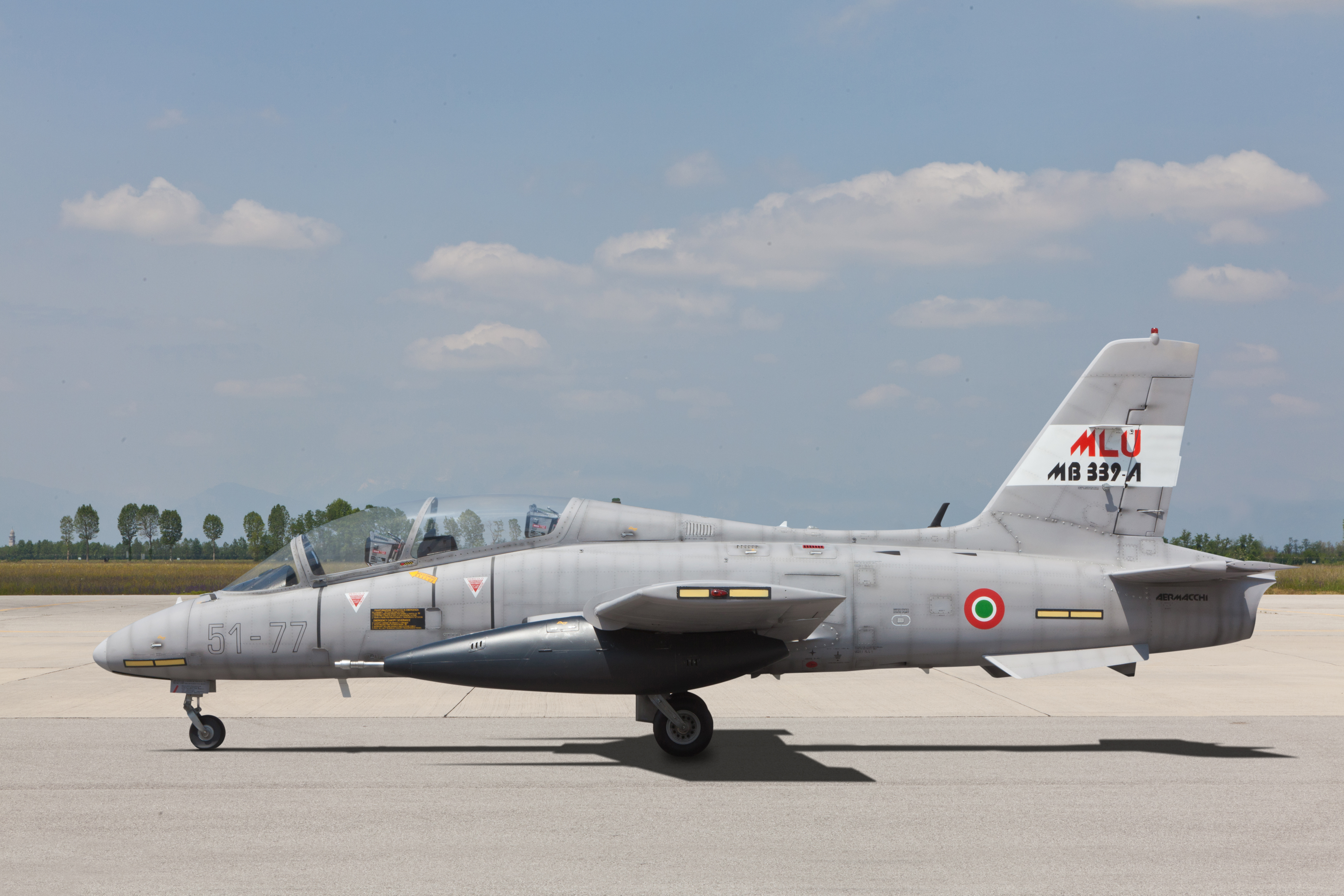
Laterale sinistra di un MB-339A (aeromodello in scala) con mitragliatrici su piloni alari
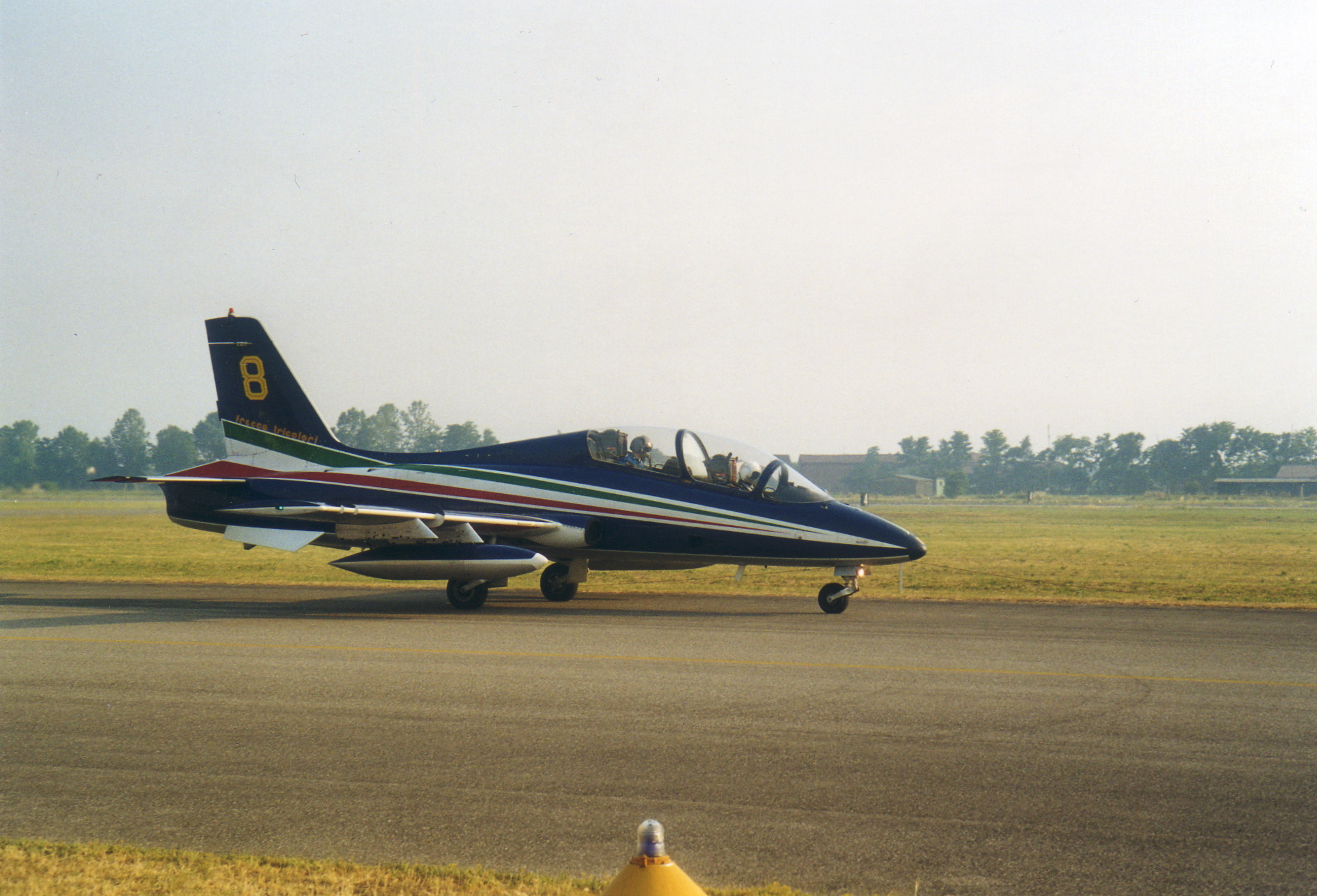
Un MB-339PAN delle Frecce Tricolori
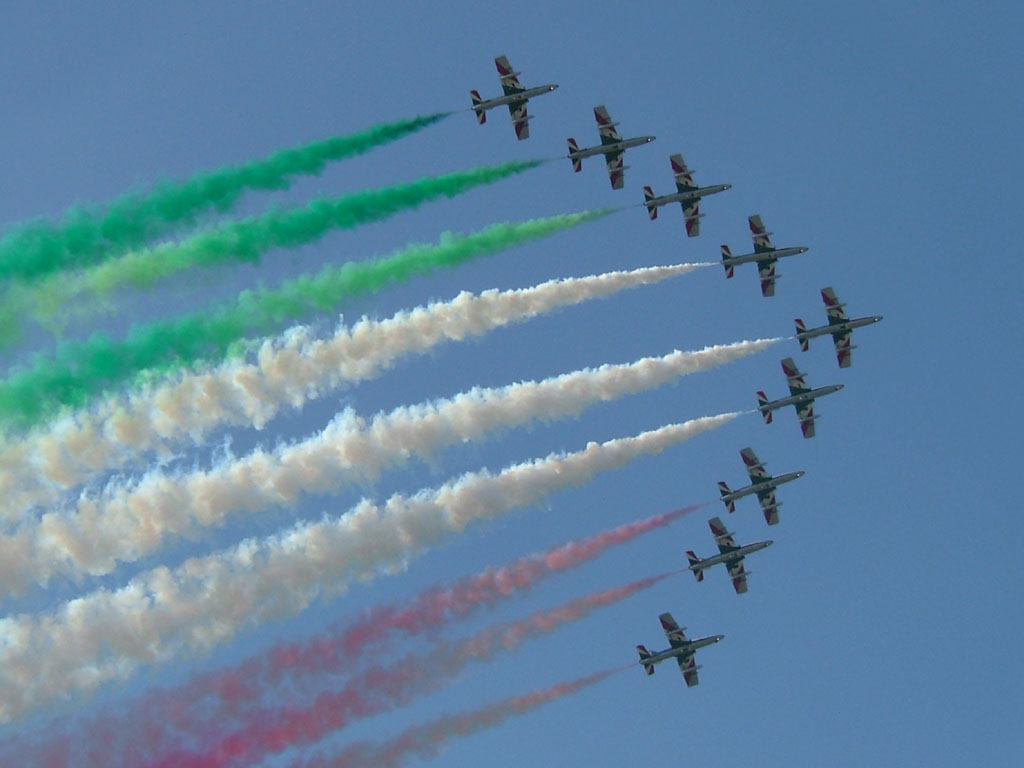
Frecce Tricolori al RIAT (2005)
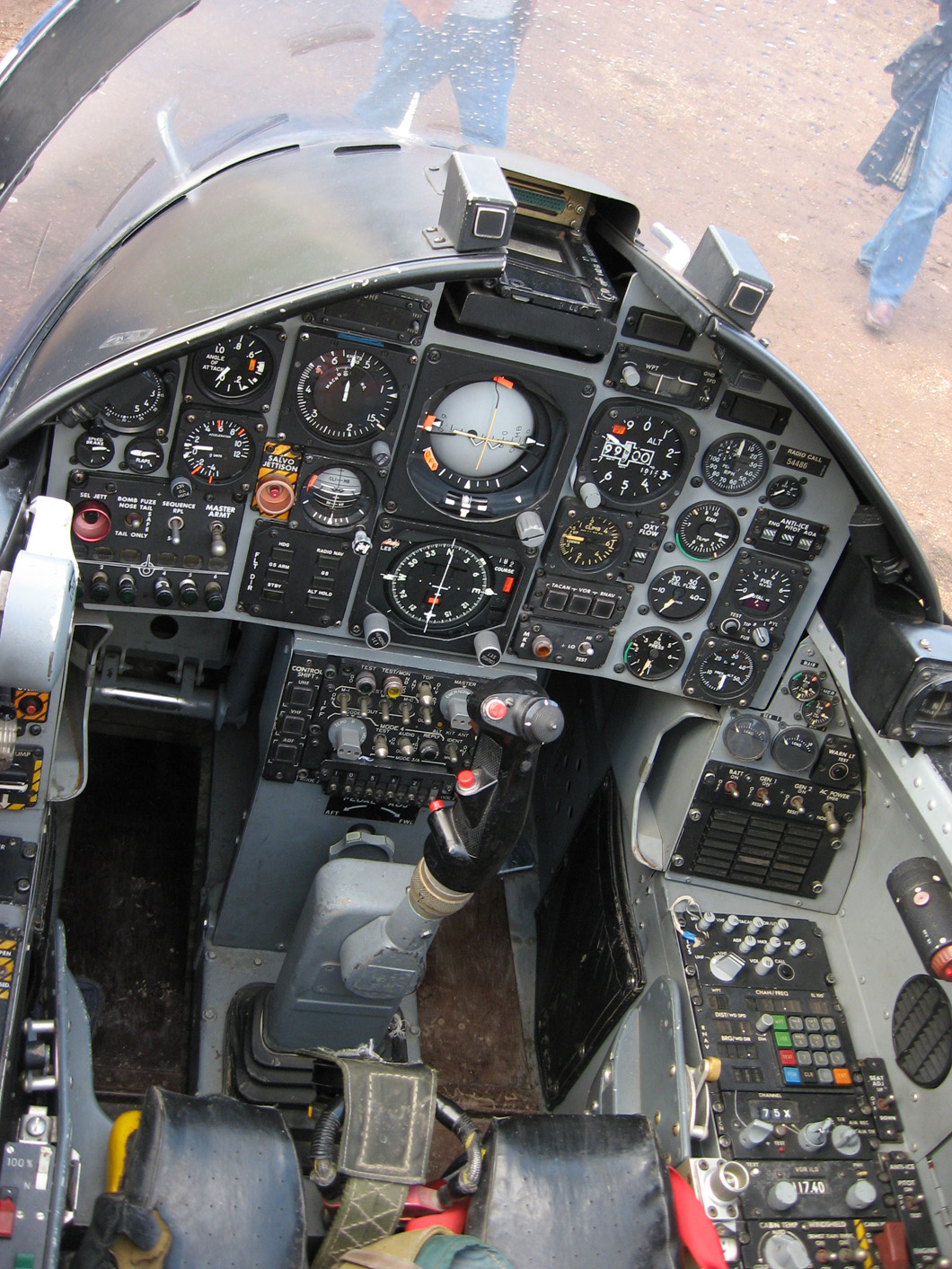
Cabina di pilotaggio di un MB-339 PAN
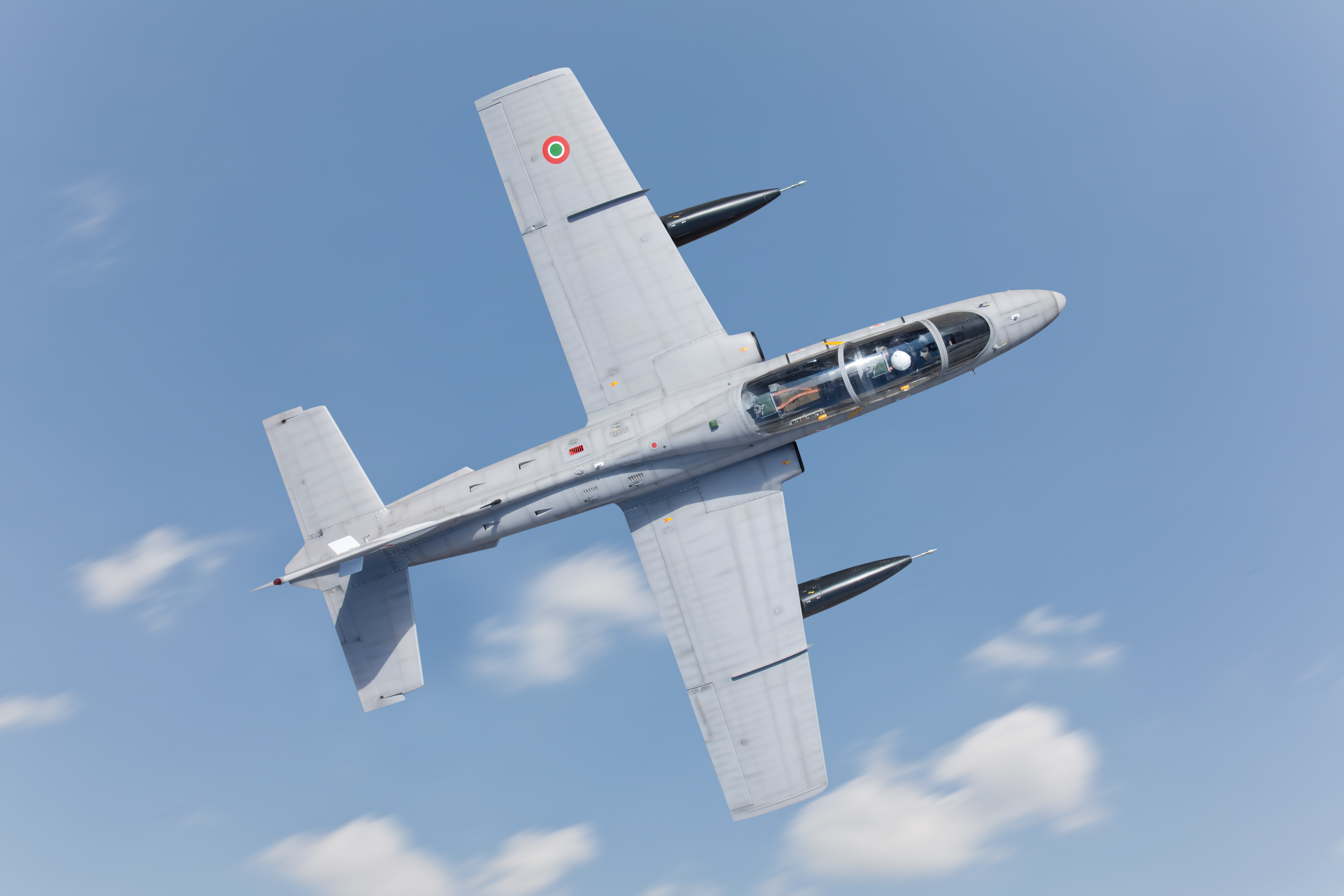
Zona dorsale di un MB-339A (aeromodello in scala) con mitragliatori
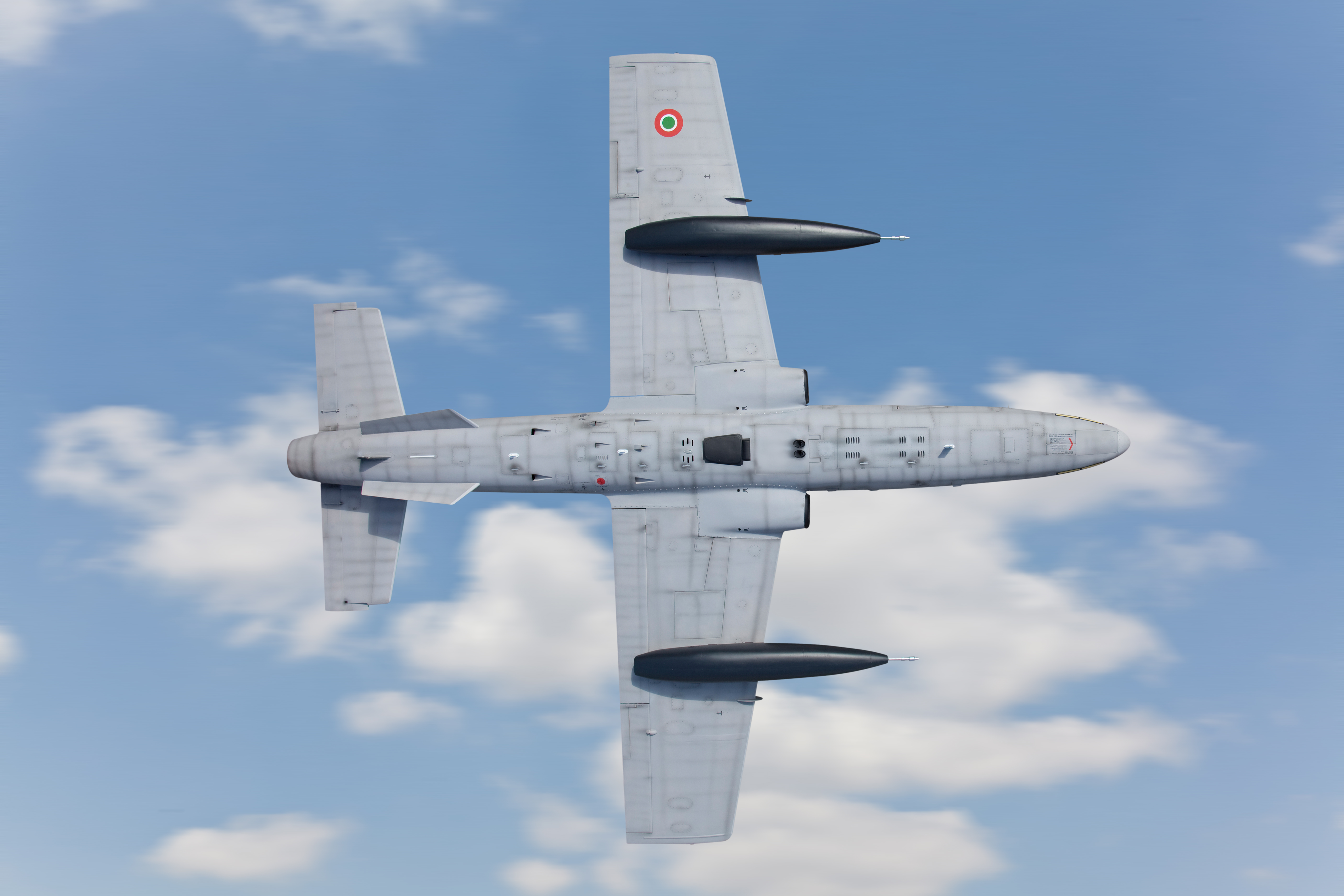
Zona ventrale (aeromodello in scala) con mitragliatori su piloni alari
- Video delle Frecce Tricolori durante lo Sky Tour 2014 con dieci Aermacchi MB-339

## Versioni
- MB-339X- Due prototipi.
- MB-339A - Produzione originale versione per l'Italia
  - MB-339PAN - Versione per la Pattuglia Acrobatica Frecce Tricolori.
  - MB-339AM - Versione MB-339A prodotta per la Malesia.
  - MB-339AF - Versione MB-339A prodotta per la Nigeria.
  - MB-339AC - Versione MB-339A prodotta per il Perù.
  - MB-339NAT - Versione MB-339A convertita in 10 esemplari alle caratteristiche simili alla PAN, denominata NAT (National Aerobatic Team), per la pattuglia acrobatica degli Emirati Arabi Uniti Al Fursan.
- MB-339K Veltro 2 - Versione caccia monoposto equipaggiato con 2 cannoni DEFA M552 da 30 mm. Primo volo 1980.
- MB-339B - Addestratore con una maggiore capacità di attacco
- MB-339C - Versione dotata di motore potenziato
  - MB-339CB - Versione MB-339C prodotta per la Nuova Zelanda (addestramento all'armamento con designazione laser, rilevamento radar, capacità di utilizzo di AIM-9L e AGM-65 Maverick - 17 esemplari ancora esistenti - in riserva alla Base Ohakea della RNZAF, Nuova Zelanda).
  - MB-339CE - Versione MB-339C prodotta per l'Eritrea.
  - MB-339CM - Versione MB-339C prodotta per la Malaysia.
  - MB-339CD (Completamente Digitale) - Versione molto simile alla precedente versione CB, ma aggiornata nei controlli e strumentazione di volo. Nel dettaglio, i cambiamenti sono stati l'avionica analogica sostituita con glass cockpit costituito da tre MFD (Multi-Function Display o semplicemente Display Multifunzione) e un HUD (Head-Up Display) con rispettivo UFC (Up Front Control Panel, ovvero una specie di tastiera situata subito sotto l'HUD).
- MB-339 T-Bird II (Lockheed T-Bird II) - Versione realizzata su specifiche del bando US JPATS.

## Utilizzatori

Mappa degli attuali utilizzatori dellAermacchi MB-339

### Civili
Francia
- Secapem Defence Training Solutions

9 x MB-339CB ex Draken International acquistati tra il 2019 e il 2020.
 Stati Uniti
- Draken International

9 x MB-339CB ex neozelandesi acquistati a luglio 2012. Tutti i nove esemplari sono stati ceduti alla francese SDTS tra il 2019 e il 2020.

### Militari

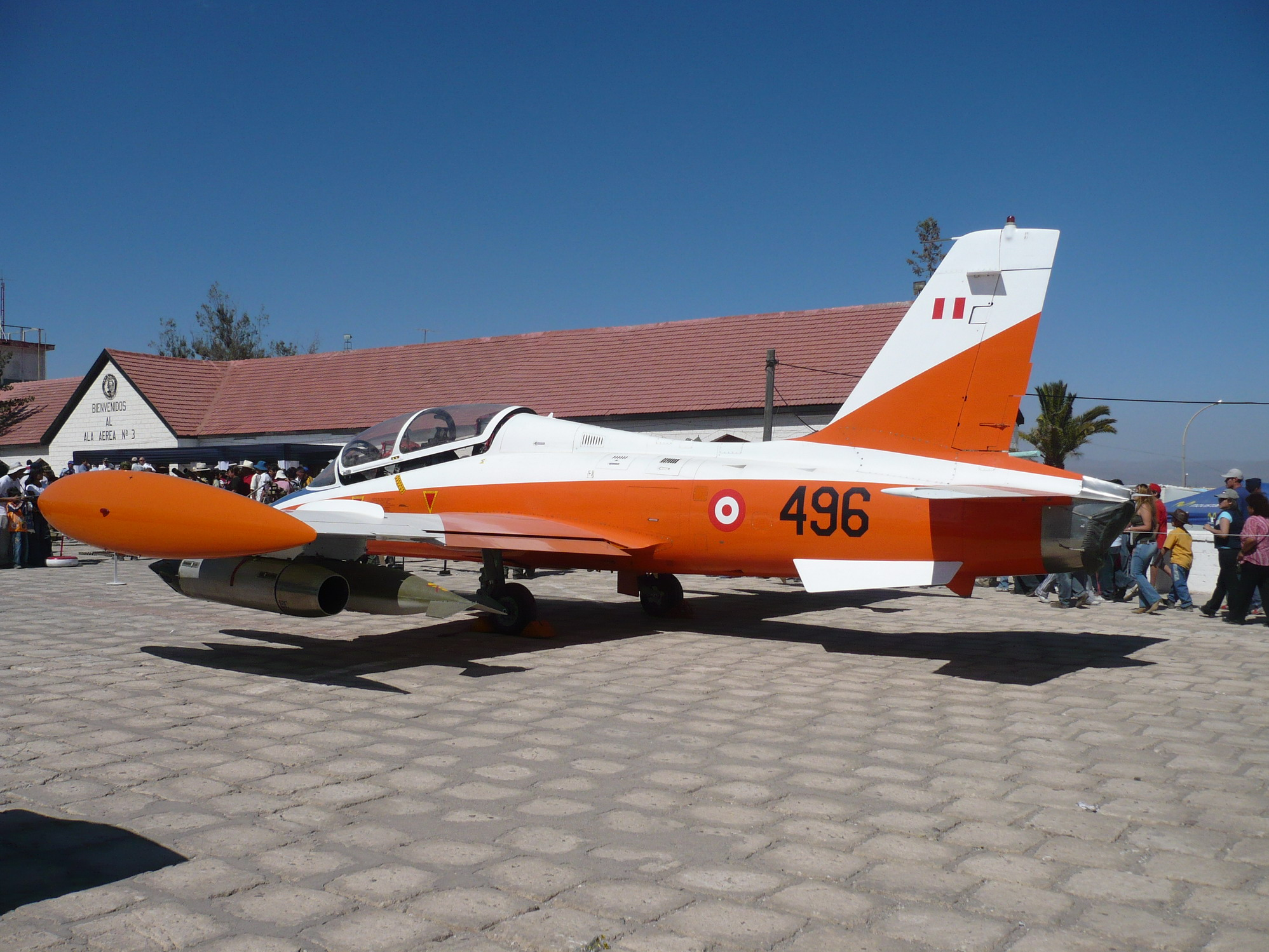
Un MB-339AC della Fuerza Aérea del Perú.

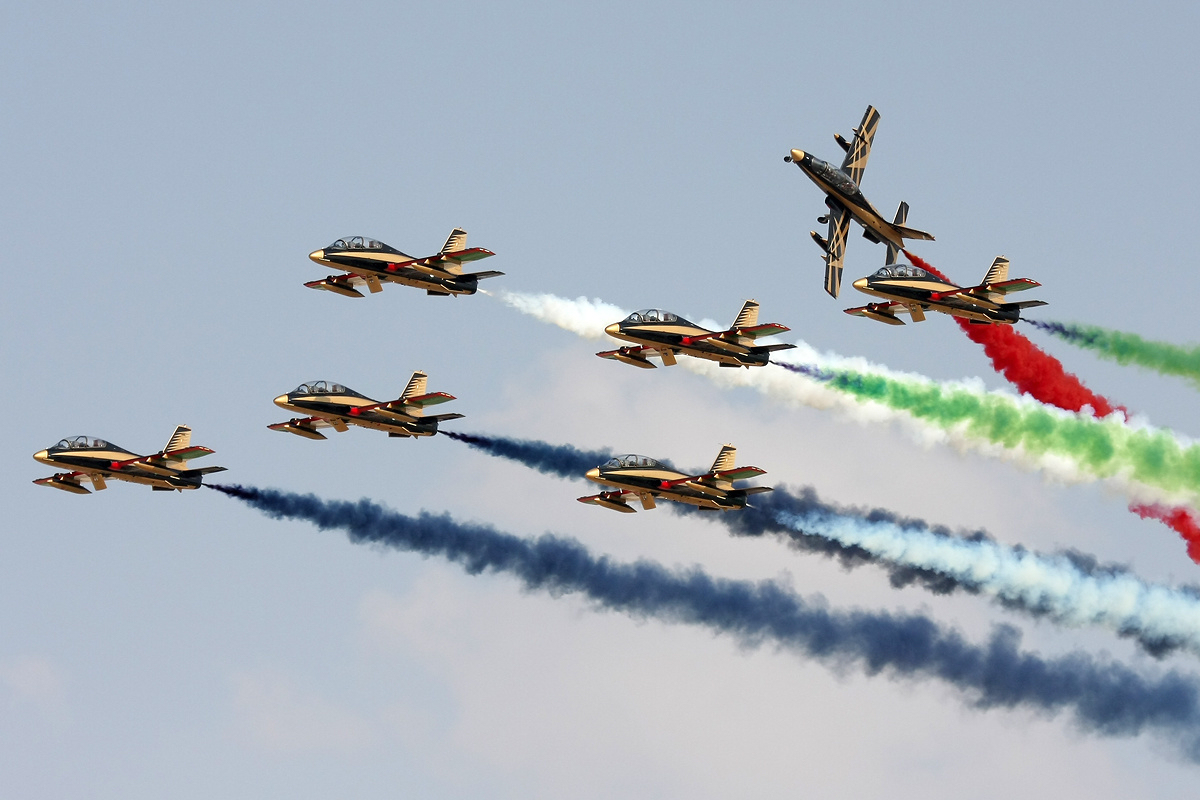
MB-339 della pattuglia acrobatica Al Fursan degli Emirati Arabi Uniti

Argentina
- Aviación Naval

10 MB-339AA consegnati nel 1981, tutti radiati.
 Emirati Arabi Uniti
- Al-Quwwāt al-Jawiyya al-Imārātiyya
  - Pattuglia Acrobatica Nazionale "Al Fursan" (Dubai-Minhad)

12 MB-339A consegnati e tutti in servizio a fine 2019, di cui 6 modificati nella versione acrobatica MB-339NAT.
 Eritrea
- Eritrean Air Force
  - 4º Gruppo (Asmara)

6 MB-339CE acquistati nel 1996, 5 in servizio al novembre 2018, in quanto un esemplare è andato distrutto durante la Guerra Etiopia-Eritrea nel giugno del 1998. Al novembre 2019 non si conosce il numero di quanti siano in organico e se effettivamente in grado di volare (forse uno).
 Ghana
- Ghana Air Force

4 x MB-339A, tutti radiati.
 Italia
- Aeronautica Militare
  - 213º Gruppo (FT-339CD) (Galatina)
  - 313º Gruppo Addestramento Acrobatico "Frecce Tricolori" (AT-339A) (Rivolto)
  - 214º Gruppo (MB-339CD) (Galatina)
  - 423ª Squadriglia (Guidonia)
  - 632ª Squadriglia Collegamenti (Amendola)
  - 674ª Squadriglia Collegamenti (Latina)

107 tra MB-339A e MB-339A-PAN, più 30 MB-339CD ricevuti a partire dal 1982 ed usati dal 61º Stormo. Il 12 giugno 2025, con la radiazione degli ultimi MB-339A da addestramento, restano in servizio solo gli MB-339A-PAN delle Frecce Tricolori e i più recenti MB-339CD.
 Malaysia
- Tentera Udara Diraja Malaysia
  - Pulatibang 3 (3º Centro di Addestramento al Volo) (Kuantan)

13 x MB-339AM consegnati nel 1983-1984.
8 x MB-339CM consegnati nel 2006.
 Nigeria
- Nigerian Air Force
  - 303ª Scuola di Addestramento al Volo - Sezione di Addestramento Volo Avanzato (Kano-Mallan Aminou)

12 x MB-339AN consegnati dal 1985, 6 operativi e 6 immagazzinati all'ottobre 2018.
 Nuova Zelanda
- Royal New Zealand Air Force

18 x MB-339CB ordinati nel 1990 ed in servizio tra il 1991 ed il 2001 in carico al No. 14 Squadron RNZAF. Gran parte della flotta è stata venduta nel 2012. Nove aerei furono venduti alla statunitense Draken International a luglio 2012.
 Perù
- Fuerza Aérea del Perú
  - Escuadrón Aéreo de Entrenamiento Avanzado 513 (Pisco)

16x MB-339AP consegnati nel 1981-1982, ne restano in servizio 10 al dicembre 2016. A fine 2019 ne risultano in servizio 5 esemplari, in attesa di radiazione.

## Incidenti
Il 16 settembre 2023, durante il decollo dall'aeroporto di Torino Caselle per l’Airshow previsto nel pomeriggio a Vercelli, un MB-339 della Pattuglia Acrobatica Nazionale "Frecce Tricolori" (il 2° Gregario sinistro Pony 4), è precipitato facendo incendiare un’automobile. Il pilota è sopravvissuto attivando il sedile eiettabile, modello MK IT-10LK, prodotto dalla Martin-Baker, e lanciandosi con il paracadute, ma a causa dell'incidente, una bambina di 5 anni che si trovava nell’auto è morta per l'incendio dell'autovettura, il fratellino che si trovava con lei è rimasto gravemente ustionato e anche loro i genitori hanno riportato lesioni.
Grazie alle registrazioni della scatola nera, è stato appurato che l’incidente sia stato causato da un “bird strike” durante il decollo.